# 李东 (1954年)
李东（1954年4月—），中华人民共和国外交官，曾任中华人民共和国驻多民族玻利维亚国特命全权大使。

## 生平
1980年，进入中华人民共和国外交部工作，先后在驻西班牙大使馆、外交部北美大洋洲司、驻赤道几内亚大使馆、驻阿根廷大使馆、外交部拉丁美洲和加勒比司、驻乌拉圭大使馆任职。2002年，任驻厄瓜多尔大使馆参赞。2006年，任外交部拉丁美洲和加勒比司参赞。2007年11月，出任中华人民共和国驻巴兰基亚领事。2009年3月，出任中国多米尼加贸易发展办事处代表。2012年5月，出任中华人民共和国驻玻利维亚特命全权大使。2015年11月，自驻玻利维亚大使离任。

## 荣誉

### 外国勋章奖章
- 安第斯雄鹰大十字勋章（玻利维亚，2014年11月7日于拉巴斯颁发[2]）